# Mesoleius insularis
Mesoleius insularis är en stekelart som beskrevs av Per Abraham Roman 1924. Mesoleius insularis ingår i släktet Mesoleius och familjen brokparasitsteklar. Inga underarter finns listade i Catalogue of Life.